# Apollo Theatre
Apollo Theatre – teatr znajdujący się na londyńskim Weste Endzie.

## Historia teatru
Henryk Loewenfeld wykupił ziemię na Shaftesbury Avenue. Do zaprojektowania teatru zaangażował architekta Lewina Sharpa oraz Huberta van Hooydonka (wnętrze). Teatr został otwarty 21 lutego 1901 roku spektaklem The Belle of Bohemia, a pierwszy publiczny, płatny spektakl odbył się dzień później.

## Katastrofa budowlana
19 grudnia 2013 roku wieczorem podczas wystawiania spektaklu pt. "Dziwny przypadek psa nocną porą" na podstawie powieści Marka Haddona pod tym samym tytułem doszło do zawalenia się sufitu na ponad 700 widzów z czego ucierpiało ponad 70 osób. Większość urazów była niegroźna, lecz kilka osób zostało ciężko ranna.